# Duraisamy Simon Lourdusamy
Duraisamy Simon Lourdusamy (1924 – 2014) là một Hồng y người Ấn Độ của Giáo hội Công giáo Rôma. Ông nguyên là Tổng trưởng Thánh bộ Các Giáo hội Công giáo Đông Phương và Hồng y Trưởng Đẳng Phó tế. Trước đó, ông còn đảm trách nhiều chức danh quan trọng ở quê nhà Ấn Độ cũng như trong Giáo triều Rôma như: Tổng Thư kí Thánh bộ Phúc âm hóa các Dân tộc; Chánh văn phòng Thánh bộ Phúc âm hóa các Dân tộc. Giám mục phụ tá, Tổng giám mục Phó rồi Tổng giám mục chính tòa Tổng giáo phận Bangalore.

## Linh mục
Hồng y Duraisamy Simon Lourdusamy sinh ngày 5 tháng 2 năm 1924 tại Kalleri, thuộc Ấn Độ. Sau quá trình tu học dài hạn tại các chủng viện theo quy định của Giáo luật, ngày 21 tháng 12 năm 1951, Phó tế Lourdusamy được phong chức linh mục, trở thành thành viên của Tổng giáo phận Pondicherry. Nghi thức truyền chức cũng được cử hành bởi Tổng giám mục Auguste-Siméon Colas, M.E.P., Tổng giám mục Pondicherry.

## Giám mục & Tổng giám mục
Sau hơn 10 năm thi hành các công việc mục vụ giới hạn bởi trách nhiệm của một linh mục, ngày 2 tháng 7 năm 1962, tin tức từ Tòa Thánh loan đi, thông báo về quyết định của Giáo hoàng, tuyển chọn linh mục Duraisamy Simon Lourdusamy làm giám mục, với vị trí được bổ nhiệm là Giám mục Phụ tá Tổng giáo phận Bangalore và danh hiệu Giám mục Hiệu tòa Sozusa in Libya. Lễ tấn phong cho vị tân giám mục được cử hành nhanh chóng sau đó vào ngày 22 tháng 8 cùng năm, với phần nghi thức chính yếu cử hành cách trọng thể bởi 3 giáo sĩ cấp cao. Chủ phong cho vị tân chức là Tổng giám mục Ambrose Rayappan, Tổng giám mục chính tòa Tổng giáo phận Pondicherry and Cuddalore. Hai vị còn lại, với vai trò phụ phong, gồm có Giám mục Rajarethinam Arokiasamy Sundaram, Giám mục chính tòa Giáo phận Tanjore và Giám mục Daniel Paul Arulswamy, Giám mục chính tòa Giáo phận Kumbakonam. Tân giám mục chọn cho mình khẩu hiệu: Ædificare domum Dei. Tân giám mục cụng tham dự các giai đoạn II, III và IV của Công đồng Vaticanô II với vai trò là một nghị phụ.
Chỉ hai năm sau ngày tấn phong với vị trí Giám mục phụ tá, qua thông báo Tòa Thánh cho phổ biến ngày 9 tháng 11 năm 1964, Giám mục Duraisamy Simon Lourdusamy được chọn làm người kế vị của Tổng giáo phận Bangalore, với vị trí mới là Tổng giám mục Phó Bangalore, và danh hiệu Giám mục hiệu tòa Philippi. Bốn năm sau đó, ông chính thức kế vị thành Tổng giám mục chính tòa Bangalore, vào ngày 11 tháng 1 năm 1968.

## Tổng giám mục Giáo triều

### Tổng giám mục
Ba năm sau đó, Tòa Thánh cho mời Tổng giám mục Lourdusamy về Giáo triều Rôma, phục vụ tại đây với chức danh Chánh Văn phòng Thánh bộ Phúc Âm hóa các Dân tộc. Quyết định được công khai ngày 5 tháng 3 năm 1971. Sau đó, ngày 30 tháng 4 năm 1971, ông cũng từ nhiệm vị trí Tổng giám mục Bangalore, để tập trung công việc tại giáo triều.
Chức danh tại Tòa Thánh này một lần nữa được tái xác nhận vào ngày 26 tháng 2 năm 1973. Ngày 19 tháng 12 năm 1975, Tổng giám mục Lourdusamy được chọn làm Tổng Thư kí Thánh bộ Phúc âm hóa các Dân tộc.

### Vinh thăng Hồng y
Mười năm sau khi được chọn làm Tổng thư kí, ngày 25 tháng 5 năm 1985, qua Công nghị Hồng y, Giáo hoàng Gioan Phaolô II vinh thăng tước vị Hồng y cho Tổng giám mục Duraisamy Simon Lourdusamy với phẩm trật Hồng y Đẳng Phó tế Nhà thờ Santa Maria delle Grazie alle Fornaci fuori Porta Cavalleggeri. Không lâu sau đó, ngày 30 tháng 10 năm 1985, ông được chọn làm Tổng trưởng Thánh bộ Các giáo hội Công giáo Đông Phương. Ông giữ chức danh này đến ngày 24 tháng 5 năm 1991 thì từ nhiệm.
Ngày 29 tháng 1 năm 1996, Hồng y Duraisamy Simon Lourdusamy được thăng phẩm trật Hồng y Đẳng linh mục.
Trong thời gian làm Hồng y, có 2 Mật nghị Hồng y: Mật nghị Hồng y 2005 và Mật nghị Hồng y 2013, chọn lần lượt Giáo hoàng Biển Đức XVI và Giáo hoàng Phanxicô, nhưng Hồng y Lourdusamy đều không thể tham dự vì lí do tuổi tác theo quy định.
Hồng y Duraisamy Simon Lourdusamy qua đời vào ngày 2 tháng 6 năm 2014, hưởng thọ 90 tuổi.